# 恩里克·卡普里莱斯
恩里克·卡普里莱斯·拉东斯基（西班牙語：Henrique Capriles Radonski，西班牙語發音：[enˈrike kaˈpɾiles raˈðonski]；1972年7月11日—），委内瑞拉中間派政治家。2000年至2008年，卡普瑞里斯是巴魯塔市市长。他于2008年11月出任米兰达州州长，任职九年。他是正义第一党领导人以及反对党联盟民主團結圓桌會議的领导人。

## 早年
1972年7月11日，卡普里莱斯出生于委内瑞拉首都加拉加斯一个上流社会家庭，家庭涉足通讯、工业、娱乐、房地产等行业。祖父阿曼多·卡普里莱斯·迈尔斯通是塞法迪犹太人，祖母劳拉·加西亚·阿霍纳是天主教徒。卡普里莱斯的父亲因此接受了天主教的教育，母亲则是阿什肯纳兹犹太人，夫妻约定以天主教的教育教养子女，直到他们长大成人做出自己的选择。卡普里莱斯自己的天主教信仰持续多年，直到2004年在监狱里才“把自己更加的靠近主”。1990年代，他和其他一些律师共同创立了正义第一党。
他26岁时当选委内瑞拉国会议员，1999年1月23日起任国会众议院议长，成为委内瑞拉历史上最年轻的众院议长。2008年11月，他担任米兰达州州长，时年36岁。

## 竞选总统
2012年2月12日，他以63%的高得票率当选反对派总统候选人。
卡普瑞乐斯把教育作为他竞选的中心议题。他是米兰达州州长。米兰达州是委内瑞拉唯一参与PISA活动的地区。最終卡普里莱斯获得44.97%的选票，查韦斯以54.42%的得票率赢得选举，卡普里莱斯雖然最終敗予查韦斯，但他領導的反對派得票率是14年來最高的。
2013年3月5日，查韋斯因癌症去世，其後他獲反對派推薦，再度競逐總統。
2013年4月14日午夜，委内瑞拉选举委员会宣布，代总统尼古拉斯·马杜罗以50.66%的得票率在总统大选中胜出，当选委内瑞拉总统。而恩里克·卡普里莱斯作为反对派候选人，以十分接近的49.07%的得票率落败。

## 外部連結
- Site （页面存档备份，存于）
- BBC （页面存档备份，存于）